# CLever Audio-Plug-in
CLever Audio Plug-in (abgekürzt CLAP) ist eine Open-Source-Softwarearchitektur, eine Binärschnittstelle und Referenzimplementierung für Audio-Plugins zum Einsatz in DAWs oder Multimedia-Studioanwendungen.

## Geschichte
CLAP startete 2014 als privates Projekt von Entwickler Alexandre Bique, stieß zunächst aber auf wenig Resonanz. Bique arbeitete seit 2015 für den Audiosoftware-Hersteller Bitwig und entwickelte 2016 den Ansatz weiter. Nach erneuter Pause sorgte der Synth-Hersteller u-he für die Wiederaufnahme der Entwicklung, nachdem Steinberg die Version 2 ihres Industriestandards VST aggressiv vom Markt nahm: seit 2013 wurde das VST2-Format von Steinberg nicht mehr unterstützt, 2018 untersagte Steinberg darüber hinaus die Entwicklung von VST2-Plugins mit aktuell verfügbaren Entwicklerlizenzen. Seitdem wurde CLAP kontinuierlich weiterentwickelt. Ende 2021 wurde die Schnittstelle inoffiziell vorgestellt und die Zielsetzungen benannt: modernes Design, einfache Lizenzierung und größtmögliche Kompatibilität. Die Spezifikation und Referenzimplementierung wurde 2022 von den in Berlin ansässigen Audiosoftware-Unternehmen u-he und Bitwig veröffentlicht.

## Merkmale
Mit der Lizenzierung unter MIT-Lizenz soll einerseits verhindert werden, dass die Weiterentwicklung ganzer Plugin-Familien durch einen Akteur gestoppt werden kann. Ermöglicht wird jedoch auch das Entwickeln von Closed Source-Plugins. Weiter werden die verschiedenen Standards für Plugins teils nur sehr langsam weiterentwickelt. Im freien und offenen CLAP sollen Innovationen schneller umgesetzt werden können. Durch bessere Stabilität im Timing und ressourcenschonender Implementierung biete CLAP so deutlich bessere Leistungen. Von den Entwicklern hervorgehoben werden unter anderem die nichtdestruktive Hüllkurvenmodulierung, die die Schnittstelle erlaube, weiter die verbesserte Kommunikation zwischen Host und Plugin, was in gleichmäßigerer Prozessorauslastung resultiere. Diese ermögliche bis zu 30 % mehr abgespielter Stimmen. Anwender und Entwickler heben die Multicore-Unterstützung hervor, ebenso die vollständige Unterstützung von MIDI 2.0, im Gegensatz zu Steinbergs aktueller VST3-Schnittstelle.

## Einsatzbereiche
Analog zum proprietären VST-Format von Steinberg oder dem quelloffenen LV2 sorgt CLAP für die Einbindung und Steuerung von Instrumenten und Effektgeräten in eine digitale Studioplattform.

## Technik und Unterstützung
Unterstützt wird das Format inzwischen von vielen großen DAW-Anbietern, darunter
- FL Studio[10]
- Bitwig Studio
- Multitrack Studio[11]
- Studio One Pro[12]
- MuLab[13]
- Qtractor[14]
- REAPER

Insgesamt unterstützen aktuell 395 Softwaretitel die Schnittstelle, darunter 15 DAW-Plattformen und 241 Effekt-Plugins, weitere kündigten die kommende Unterstützung an. So plane Epic Games eine Integration von CLAP in die Unreal Engine. Für Entwickler ist CLAP-Support auf gängigen Frameworks wie JUCE, iPlug2, DPF und NIH-Plug integriert.